# Parasulenus affinis
Parasulenus affinis är en skalbaggsart som beskrevs av Stefan von Breuning 1971. Parasulenus affinis ingår i släktet Parasulenus och familjen långhorningar.
Artens utbredningsområde är Madagaskar. Inga underarter finns listade i Catalogue of Life.